# Perfect Strangers (album)
Perfect Strangers je jedenácté studiové album britské hard rockové skupiny Deep Purple a zároveň první od rozpadu kapely v roce 1976. Album doprovázelo úspěšný návrat klasické sestavy Deep Purple z počátku 70. let, která naposledy společně natočila desku Who Do We Think We Are v roce 1973.

## Historie
Po rozpadu Deep Purple byla většina členů aktivní a úspěšná v jiných kapelách - Ricthie Blackmore založil vlastní skupinu Rainbow a v roce 1979 se do sestavy připojil i Roger Glover. Také David Coverdale dal vzniknout vlastní formaci Whitesnake, v níž hrál Ian Paice s Jonem Lordem. Bývalý zpěvák Ian Gillan se nejprve přeorientoval na jazz se skupinou Ian Gillan Band, posléze se vrátil k hard rocku s novým uskupením pojmenovaným prozaicky Gillan.
V roce 1980 vzbudil pozornost fanoušků Deep Purple jejich původní zpěvák Rod Evans. Společně se čtyřmi neznámými muzikanty vyrazil na turné po Spojených státech s kapelou nazvanou Deep Purple. Za jejím vznikem stála agentura zabývající se reuniony slavných skupin s minimem původních členů. Osloven byl i původní baskytarista Nick Simper, ten však nabídku nepřijal. Tito falešní Deep Purple odehráli jen několik koncertů (mnoho z nich končilo nepokoji), než jejich počínání zarazila žaloba Jona Lorda a Iana Paice. Oba svorně tvrdili, že neměli žádnou radost z žaloby bývalého spoluhráče, záleželo jim však na ochraně dobrého jména Deep Purple. Jejich žaloba byla úspěšná, Evans byl nucen zaplatit vysoké odškodné a navíc přišel i o tantiémy z prvních tří alb. Tato neslavná napodobenina skupiny vešla do dějin pod názvem Bogus Deep Purple.
Ke skutečnému reunionu skupiny a rovnou v její neslavnější sestavě Mark II došlo až v roce 1984. S návratem na pódia byla spojena i nutnost natočit nové album. Během jednoho měsíce tak bylo nahráno album Perfect Strangers, které vyšlo v říjnu téhož roku. Deep Purple opět použili mobilní nahrávací studio, tentokrát americký Le Mobile.

## Obal
Kapela se nevrátila k výrazným a ikonickým obalům ze sedmdesátých let a design její nové desky byl jednoduchý až strohý - iniciály DP spojené do jednoho znaku na prostém černém pozadí doplněné názvem alba. Ačkoliv nešlo o vizuálně vyzývavý počin, staly se tyto spojené iniciály hlavním znakem nadcházejících turné a dnes jsou společně s logy z alb Stormbringer a Infinite používány jako logo a poznávací znamení Deep Purple. Byly rovněž použity na posledním albu sestavy Mark II - The Battle Rages On...

## Ohlasy a přijetí
V žebříčku Billboard 200 se Perfect Strangers umístilo na sedmnáctém místě. V USA album získalo platinovou desku (RIAA) za více než jeden milion prodaných kusů. Dnes je také obecně považováno ze jediné album obnovené sestavy, které získalo stejné uznání a oblibu jako původní nahrávky ze sedmdesátých let. Následující deska The House Of Blue Light už takových úspěchů nedosáhlo a znovu se také začaly objevovat osobní neshody mezi členy.

## Světové turné

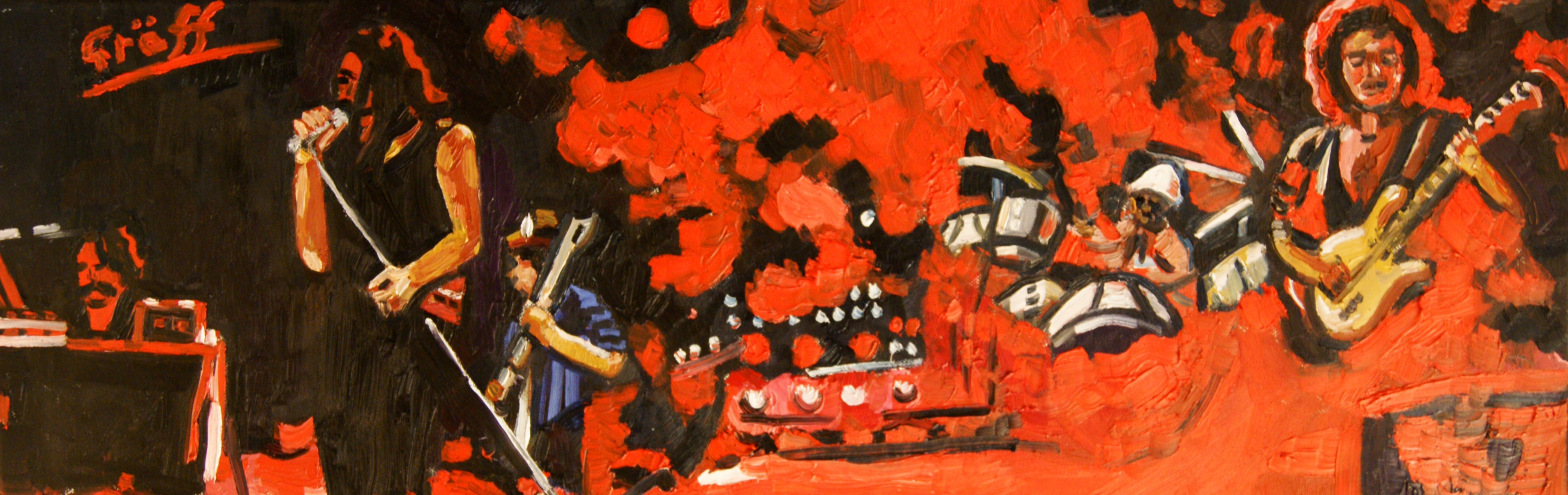
"Deep Purple, Perfect Strangers Reunion 27. 11. 1984, Perth", namaloval Matthias Laurenz Gräff

Doprovodné turné zaznamenalo obrovský úspěch jak u fanoušků, tak u kritiků. Kapela během něj představila kombinaci nových písní - Perfect Strangers, Knocking On Your Back Door nebo Under The Gun - společně s klasickými hity Highway Star, Strange Kind of Woman, Black Night nebo Smoke On The Water. Záznam byl vydán jako živé album a později vyšel i na DVD.

## Seznam skladeb
| Pořadí | Název                      | Autor                                  | Délka |
| ------ | -------------------------- | -------------------------------------- | ----- |
| 1.     | Knocking at Your Back Door | Blackmore, Gillan, Glover              | 7:09  |
| 2.     | Under the Gun              | Blackmore, Gillan, Glover              | 4:40  |
| 3.     | Nobody's Home              | Blackmore, Gillan, Glover, Lord, Paice | 4:01  |
| 4.     | Mean Streak                | Blackmore, Gillan, Glover              | 4:26  |
| 5.     | Perfect Strangers          | Blackmore, Gillan, Glover              | 5:31  |
| 6.     | A Gypsy's Kiss             | Blackmore, Gillan, Glover              | 5:14  |
| 7.     | Wasted Sunsets             | Blackmore, Gillan, Glover              | 3:58  |
| 8.     | Hungry Daze                | Blackmore, Gillan, Glover              | 5:01  |
| 9.     | Not Responsible            | Blackmore, Gillan, Glover              | 4:53  |
| 10.    | Son of Alerik              | Blackmore                              | 10:01 |

## Obsazení
- Ian Gillan – zpěv
- Ritchie Blackmore – kytara
- Roger Glover – baskytara
- Jon Lord – varhany, klávesy
- Ian Paice – bicí